# Ji-samouraï
Dans le Japon médiéval, un ji-samouraï (地侍) ou jizamurai était le seigneur d'un petit domaine rural.
Ils utilisaient souvent de petits champs pour de l'agriculture intensive et diversifiée, car ils cherchaient à être les plus productifs et autosuffisants que possible. Indépendants et très attachés à leurs terres, beaucoup formèrent des ligues pour se défendre, appelées ikki, et participèrent aux soulèvements ruraux des XVIe et XVIIe siècles ainsi qu'à des évènements de moindre envergure.
L'une des causes premières de l'augmentation du nombre de petits propriétaires terriens était le déclin de la tradition de primogéniture. Vers la fin de l'époque de Kamakura, l'héritage était divisé entre tous les fils d'un seigneur, chacun obtenant des terres, bien que leurs pouvoirs étaient réduits d'autant.
Avec le temps, beaucoup de ces petits fiefs allaient être dominés par les shugo, des fonctionnaires du shogunat destinés à gérer les provinces. Pleins de ressentiment et méfiants vis-à-vis de l'intermédiaire des fonctionnaires pour leurs contacts avec le gouvernement, les ji-samouraï se réunirent en ligues, les ikki. Les soulèvements qui en résultèrent, en particulier lorsque les shugo essayèrent de prendre le contrôle de provinces entières, furent également appelés ikki. Le plus important et le plus connu eut lieu dans la province de Wakasa dans les années 1350. De plus, les ji-samouraï représentaient une force considérable durant les guerres japonaises. Malgré leurs très faibles statuts individuels, ils formaient une partie considérable de la classe des nobles (bushi, guerriers), et leur allégeance pouvait changer le cours d'une bataille ou d'une guerre.
Les ji-samouraï étaient souvent appelés des dogō et ce titre avait une grande importance dans la société rurale. Ils possédaient des terres valant en moyenne 50 koku et, même si leurs possessions n'étaient rien comparées à celles des seigneurs, ils avaient toujours besoin de travailleurs supplémentaires pour aider à tenir les champs. Des paysans, appelés hikan ou nago, souvent également propriétaires d'un petit champ eux aussi, étaient embauchés par le seigneur et vivaient souvent très près de la résidence du maître dans le village.
Dans plusieurs de ces petites bourgades, des forteresses miniatures furent construites, avec des remparts et même des douves autour de la résidence du seigneur, et un autre rempart ceignant la partie principale du village. L'arrangement entre paysans travailleurs et seigneurs ji-samouraï devint cependant plus compliqué après l'imposition d'un cadastre, de recensements, et de taxes par Toyotomi Hideyoshi à la fin du XVIe siècle, et beaucoup de paysans devinrent plus indépendants. Par contre, le système resta en place pendant très longtemps.